# H. Robert Horvitz
Howard Robert Horvitz (n. 8 mai 1947, Chicago, Illinois, SUA) este un biolog american, specialist în studiul nematodei "Caenorhabditis elegans".
În 2002, împreună cu John Sulston și Sydney Brenner, a primit Premiul Nobel pentru Medicină și Fiziologie pentru studiile asupra apoptozei la nematode.
În 1991 a devenit membru al Academiei Naționale Americane de Știință, iar în 1988 a primit medalia National Academy of Sciences Award pentru biologie moleculară.